# Ottavio Boglietti
Ottavio Boglietti (Córdoba, 24 settembre 1895 – 1º novembre 1955) è stato un calciatore argentino, di ruolo centrocampista.
Era noto come Boglietti III per distinguerlo dai fratelli Ernesto, o Boglietti I, e Romolo, o Boglietti II.

## Carriera
Esordisce con la prima squadra del Torino nei tornei calcistici disputati al tempo della prima guerra mondiale. Giocò nella Coppa Federale 1915-1916, competizione chiusa al secondo posto del girone del Piemonte orientale, e nella vittoriosa Coppa Piemonte 1917.
Nel primo campionato del dopo la Grande Guerra milita ancora tra le file del Torino, dove gioca con i due fratelli, esordendo ufficialmente in maglia granata il 12 ottobre 1919 nella vittoria dei suoi per 9-2 contro la Biellese, incontro nel quale segnò due reti. Con i torinisti raggiunge il quarto posto del girone C della Semifinali nazionali della Prima Categoria 1919-1920.
La stagione seguente risulta nella rosa dell'US Torinese.